# اشلیبن
شهر اشلیبن (به آلمانی: Schlieben) در ایالت برندنبورگ در کشور آلمان واقع شده‌است.